# Acheron (rivière de Canterbury)
Pour les articles homonymes, voir Achéron (homonymie).
La rivière Acheron (anglais : Acheron River) est située dans le District de Selwyn, dans la région de Canterbury, en Nouvelle-Zélande, dans l'Île du Sud. Elle relie le lac Lyndon (en) au fleuve Rakaia.